# 27 iulie
ianuarie • februarie • martie  • aprilie  • mai  • iunie  • iulie  • august  • septembrie  • octombrie  • noiembrie  • decembrie
27 iulie este a 208-a zi a calendarului gregorian și a 209-a zi în anii bisecți. Mai sunt 157 de zile până la sfârșitul anului.

## Evenimente

1830: Începutul celor „Trei zile glorioase" ale Revoluției din 1830. Libertatea conducând poporul

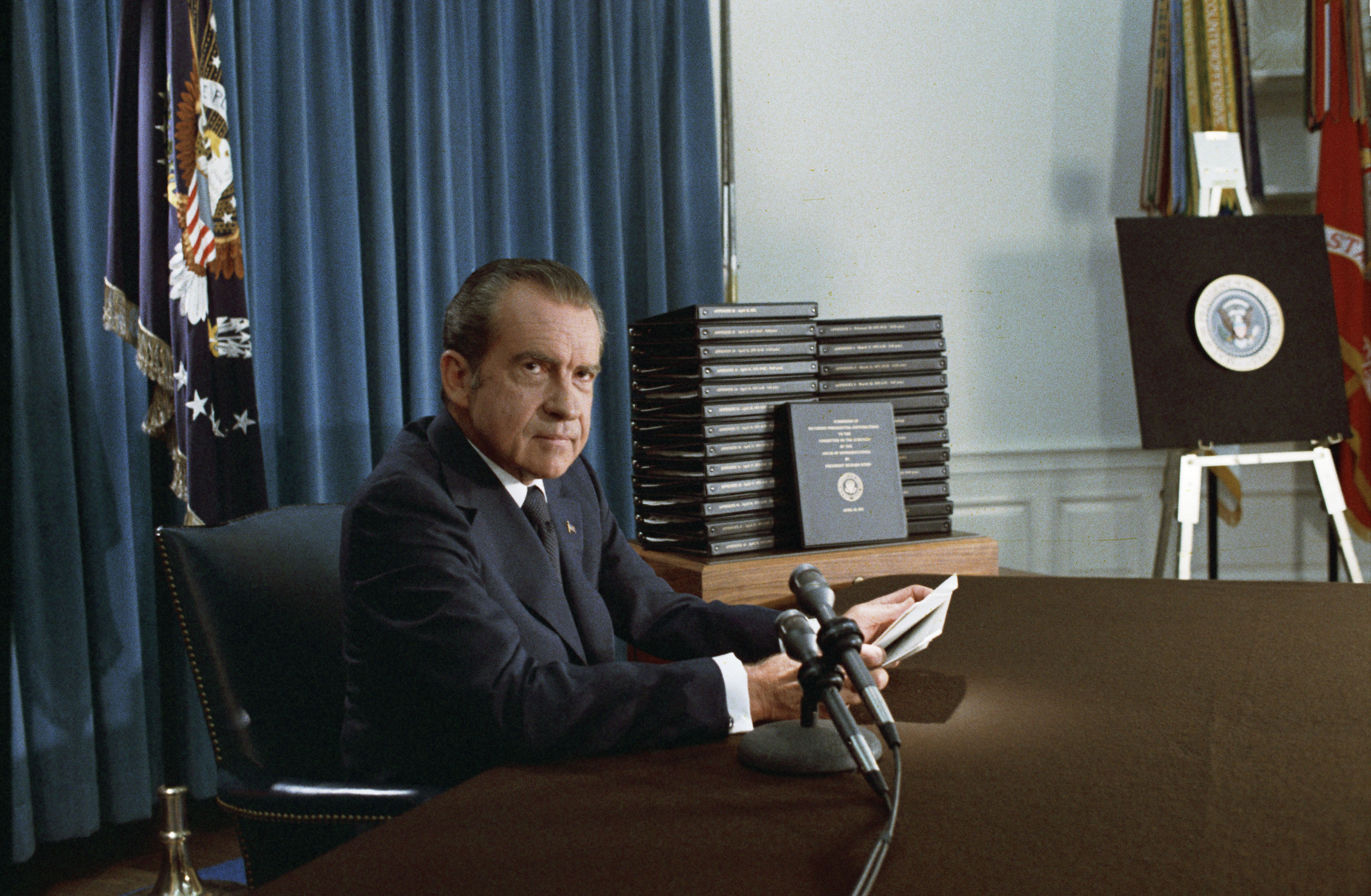
1974: Afacerea Watergate: Camera Reprezentanților a SUA decide punerea sub acuzare a președintelui Nixon.

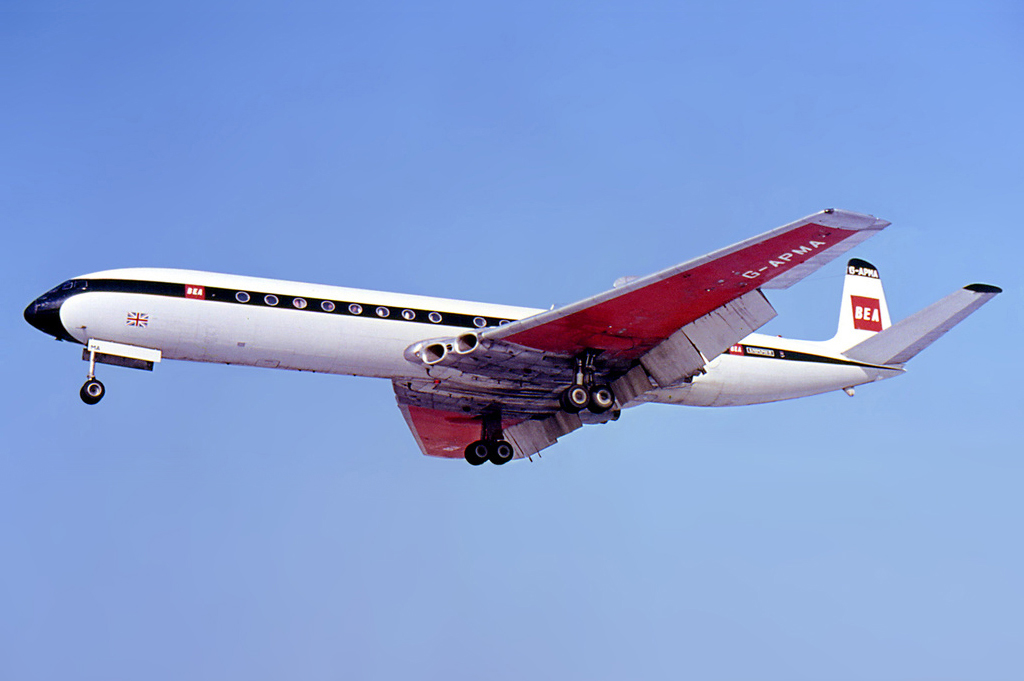
1949: Zborul inițial al de Havilland Comet, primul avion cu reacție.

- 1656: Baruch Spinoza, în vârstă de 24 de ani, este exclus din comunitatea ebraică datorită vederilor sale interpretate drept eretice.
- 1793: Robespierre intră în "Comitetul Salvării Publice" și devine conducătorul acestuia. Va organiza un regim de teroare urmărind să realizeze idealul său de democrație bazat pe virtute: „fără virtute teroarea este înspăimântătoare, fără teroare virtutea este neputincioasă".
- 1794: Revoluția franceză: Maximilien Robespierre este arestat după ce a încurajat executarea a peste 17.000 de "dușmani ai Revoluției".
- 1807: Constantin Ipsilanti este domn pentru a treia oară în Țara Românească (27 iulie – 16 august 1807).
- 1830: Începutul celor „Trei zile glorioase" ale Revoluției din 1830; largi pături ale populației pariziene s-au ridicat împotriva domniei lui Carol al X-lea, silindu-l să abdice. I-a urmat la tron Ludovic Philip d'Orleans (1830-1848 - „Monarhia din iulie").
- 1865: România a aderat la Convenția telegrafică internațională de la Paris, semnată la 17 mai 1865 (27 iulie/8 august).
- 1877: Divizia 4 – Infanterie, comandată de colonelul Alexandru Anghelescu, începe deplasarea spre frontul din fața Plevnei.
- 1880: Trupele britanice sunt învinse de către afganii conduși de Mohammed Ayub Khan în bătălia de la Maiwand în al Doilea Război Anglo-Afgan.
- 1890: Vincent van Gogh se împușcă și moare două zile mai târziu.
- 1921: Cercetătorii de la Universitatea din Toronto conduși de biochimistul Frederick Banting demonstrează că insulina hormonală reglează nivelul de zahar din sânge.
- 1922: Înființarea Uniunii Internaționale de Geografie.
- 1930: România a concesionat serviciul național de telefoane companiei americane „International Telephone and Telegraph Corp."
- 1940: Bugs Bunny a debutat pe micile ecrane, în desenul animat A Wild Hare.
- 1949: Zborul inițial al de Havilland Comet, primul avion cu reacție.
- 1956: România devine membru al Organizatiei Națiunilor Unite pentru Educație, Știință și Cultură (UNESCO), fondată în 1945.
- 1968: Pink Floyd lansează în SUA albumul A Saucerful of Secrets.
- 1974: Afacerea Watergate: Camera Reprezentanților a SUA decide punerea sub acuzare a președintelui Nixon.
- 1990: Proclamarea suveranității Republicii Belarus. Sărbătoare națională.
- 1996: La Jocurile Olimpice de la Atlanta, SUA, are loc un atentat cu bombă; două persoane au fost ucise și 111 rănite.
- 2012: Ceremonia de deschidere a Jocurile Olimpice de vară de la Londra.
- 2018: Cea mai lungă eclipsă totală de Lună din secolul XXI găsește Luna la apogeu în cel mai îndepărtat punct al orbitei sale în jurul Pământului. În același timp, Marte se găsește în cel mai apropiat punct de Pământ al orbitei sale în jurul Soarelui în ultimii 15 ani, la doar 57,6 milioane de kilometri distanță de Pământ. Următoarea dată când Marte se va afla atât de aproape de Pământ va fi în anul 2035.[1]

## Nașteri
- 1452: Ludovico Sforza, duce al Milano (d. 1508)
- 1667: Johann Bernoulli, matematician elvețian (d. 1748)
- 1734: Sophie-Philippine a Franței, Ducesă de Louvois (d. 1782)
- 1773: Prințesa Luisa a celor Două Sicilii, Mare Ducesă de Toscana (d. 1802)
- 1824: Alexandre Dumas–fiul, scriitor francez (d. 1895)
- 1831: Marele Duce Nicolai Nicolaevici al Rusiei, fiu al țarului Nicolae I al Rusiei (d. 1891)
- 1835: Giosuè Carducci, poet, prozator și eseist italian, laureat al Premiului Nobel (d. 1907)

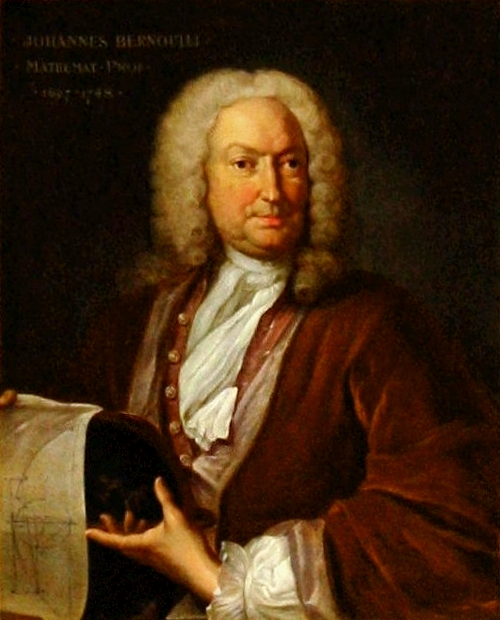
Johann Bernoulli, matematician elvețian
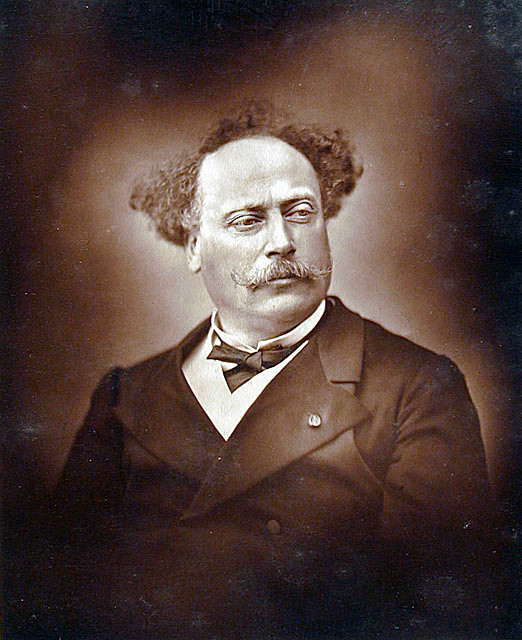
Alexandre Dumas–fiul, scriitor francez
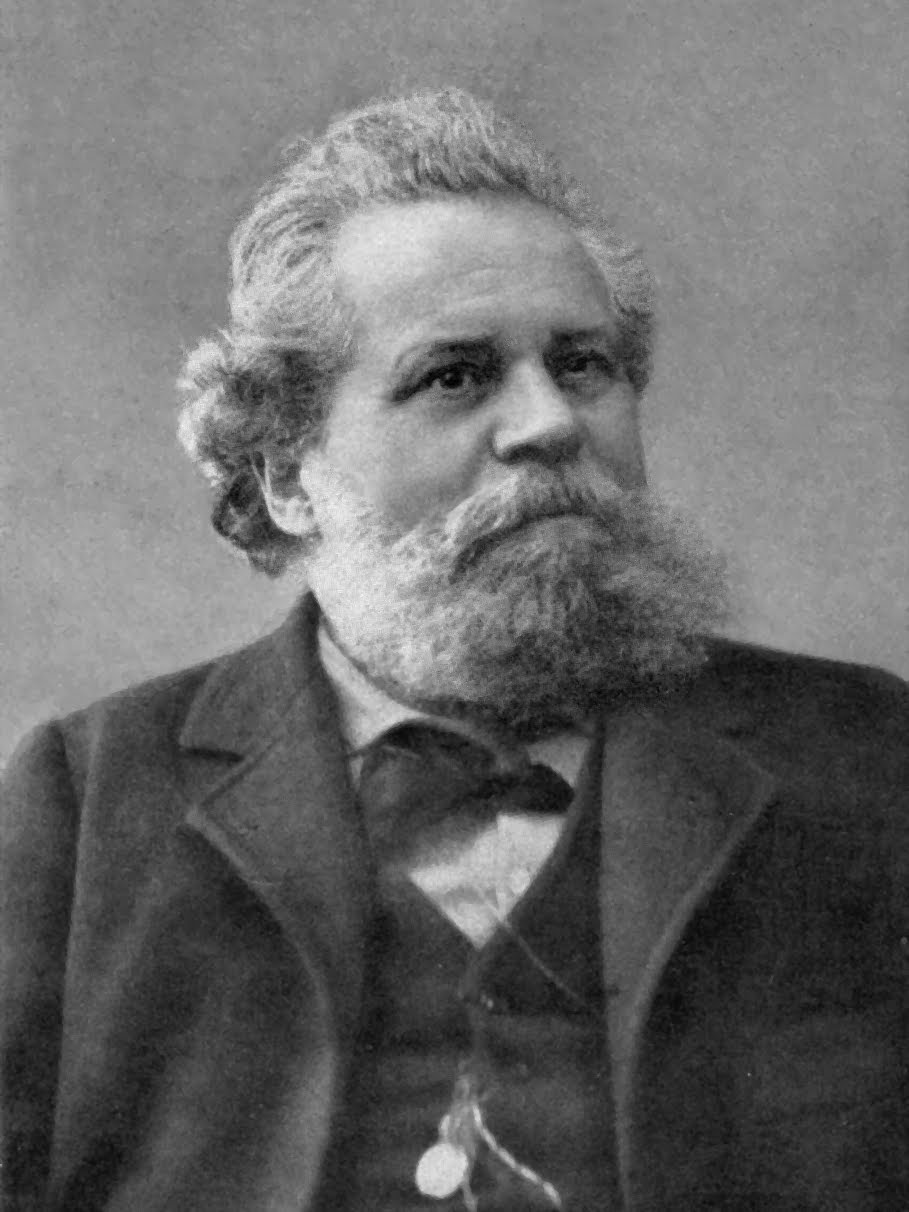
Giosuè Carducci, poet italian, laureat Nobel

- 1848: Loránd Eötvös, fizician maghiar (d. 1919)
- 1888: Prințul Oskar al Prusiei, fiu al kaiserului Wilhelm al II-lea (d. 1958)
- 1900: Prințul Knud al Danemarcei (d. 1976)
- 1917: Bourvil (Andre Rainbourg), actor francez (d. 1970)
- 1921: Eugen Coșeriu, lingvist român, stabilit în Germania (d. 2002)
- 1929: Jack Higgins, scriitor englez de thriller (d. 2022)
- 1930: Gheorghe Scripcă, scriitor român (d. 2001)
- 1930: Costache Anton, scriitor de literatură pentru copii
- 1940: Pina Bausch, balerină și coregrafă germană (d. 2009)
- 1941: Mircea Druc, economist și politician român din Republica Moldova
- 1946: Alexandru Tocilescu, regizor român de teatru (d. 2011)
- 1975: Dan Coman, poet român
- 1983: Smiley, cântăreț, compozitor, producător, prezentator și actor român
- 1983: Iulia Lumânare, actriță română
- 1990: Indiana Evans, actriță australiană

## Decese
- 1101: Conrad al II-lea al Italiei (n. 1074)
- 1233: Ferdinand de Flandra, conte-consort de Flandra (n. 1188)
- 1675: Henri de la Tour d'Auvergne, Viconte de Turenne, mareșal al Franței (n. 1611)
- 1759: Pierre Louis Maupertuis, matematician francez (n. 1698)
- 1841: Mihail Lermontov, poet, prozator și dramaturg rus (n. 1814)
- 1844: John Dalton, fizician și chimist englez (n. 1766)
- 1917: Emil Theodor Kocher, chirurg elvețian, laureat al Premiului Nobel (n. 1841)

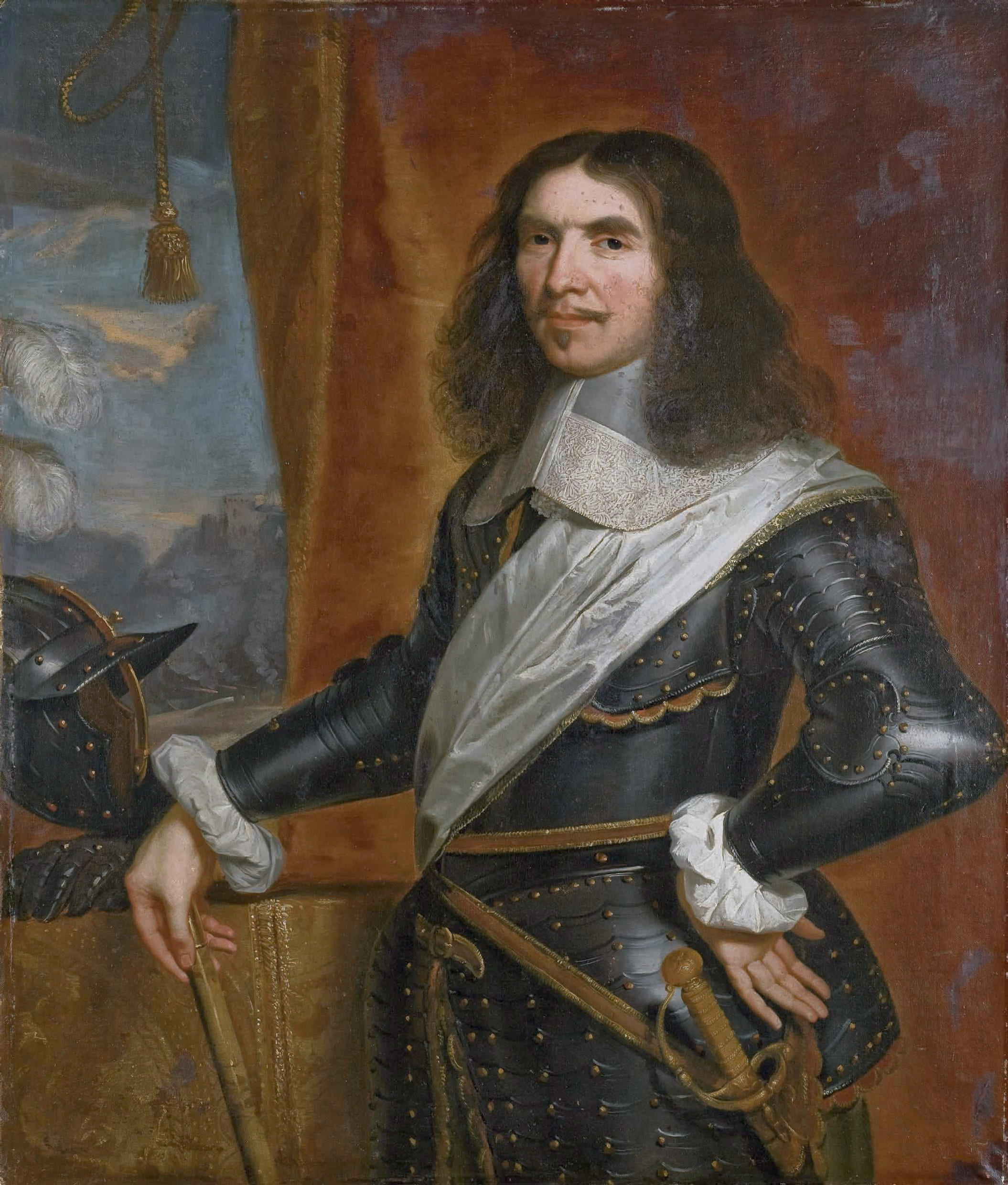
Henri de la Tour d'Auvergne, Viconte de Turenne, mareșal al Franței
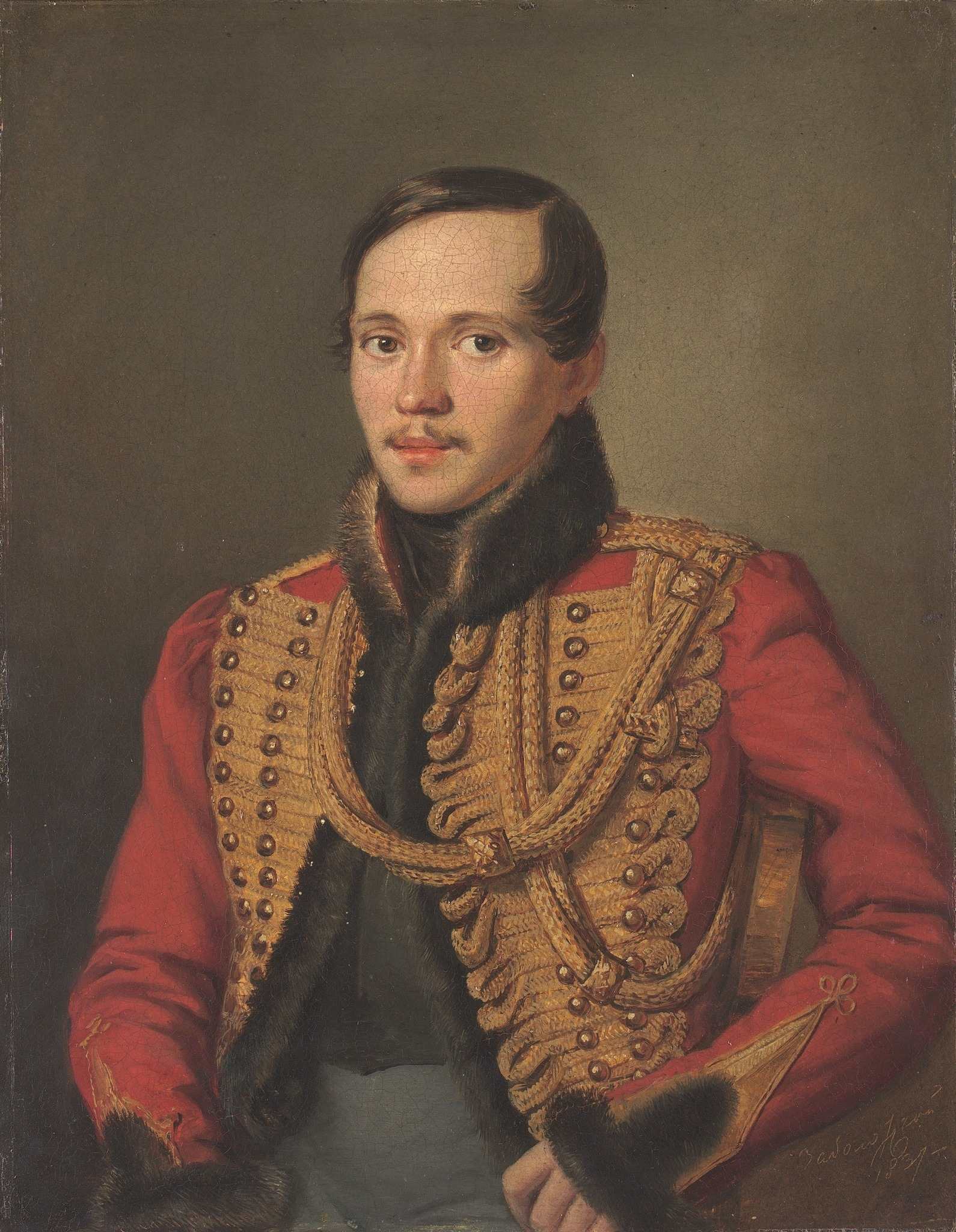
Mihail Lermontov, poet, prozator și dramaturg rus
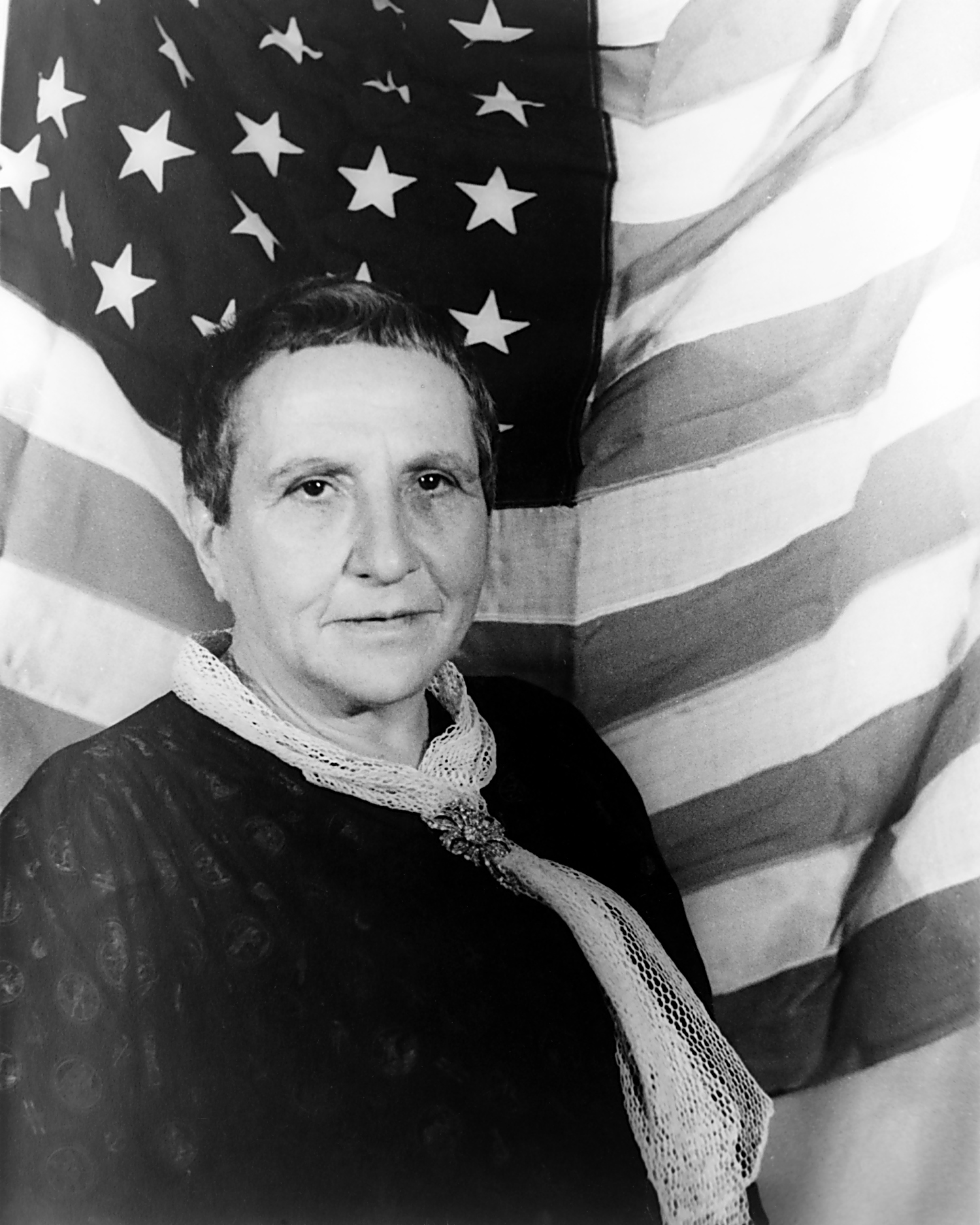
Gertrude Stein, scriitoare americană

- 1932: Arhiducesa Gisela a Austriei, fiică a împăratului Franz Joseph al Austriei (n. 1856)
- 1946: Gertrude Stein, scriitoare americană (n. 1874)
- 1947: Eugène Alluaud, pictor și ceramist francez (n. 1866)
- 1962: Ion Țuculescu, pictor român (n. 1910)
- 1962: Richard Aldington, scriitor englez (n. 1892)
- 1966: Ion Mușlea, etnolog român (n. 1899)
- 1970: Antonio de Oliveira Salazar, politician portughez (n. 1889)
- 1999: Aleksandr Danilovici Aleksandrov, matematician rus (n. 1912)
- 2007: Victor Frunză, scriitor, disident și jurnalist român (n. 1935)
- 2019: Robert Schrieffer, fizician american, laureat al Premiului Nobel (n. 1931)
- 2020: Camil Marinescu, dirijor român (n. 1964)
- 2021: Dusty Hill, muzician american (ZZ Top), (n. 1949)
- 2021: Jean-François Stévenin, actor, regizor și scenarist francez (n. 1944)

## Sărbători
Ziua Mondială a Cărților Vechi